# 小山文彦 (精神科医)
小山 文彦（こやま ふみひこ）は日本の精神科医、シンガーソングライター。東邦大学産業精神保健・職場復帰支援センター（東邦大学医療センター佐倉病院併設）センター長、同大学教授。

## 来歴
広島県尾道市出身。1991年に徳島大学医学部卒業後、岡山大学病院等での勤務を経て、2001年より香川労災病院でストレス関連疾患の診療にあたる。併せて労働災害としての精神疾病対策（産業メンタルヘルス）についての研究を行い、2004年からは独立行政法人労働者健康福祉機構からの受託研究や厚生労働省からの受託事業「治療と仕事の両立支援」事業等を担当。その後、東京労災病院勤労者メンタルヘルス研究センター長・治療就労両立支援部長を経て、2016年10月より東邦大学産業精神保健・職場復帰支援センター教授に就任。
主な役職
- 独立行政法人労働者健康安全機構 本部研究コーディネーター、東京産業保健総合支援センター産業保健相談員
- 公益社団法人日本精神神経学会 指導医/精神科専門医
- 一般社団法人日本職業・災害医学会 評議員/労災補償指導医
- 一般社団法人日本産業精神保健学会 理事
- 日本産業ストレス学会 理事
- 日本外来精神医療学会 常任理事

## 音楽活動
シンガーソングライターとしての顔も持ち、2020年には丸山圭子がプロデュースしたアルバム「Young at Heart」をリリースした。2024年3月20日にテイチクエンタテインメントからメジャーデビューを果たす。

### ディスコグラフィ
- 「あしたのきみに」 （2025年1月22日、配信シングル）[6]
- 「きみの空」 （2024年8月21日、配信シングル）[6]
- 「きみがいた / きみに春がくる」 （2024年3月20日、TECH-14555）[6]
- 「きみに春がくる」 （2024年2月21日、配信シングル）[6]
- 「きみがいた」 （2023年10月18日、配信シングル）[6]
- 「Young At Heart!」 （2020年1月15日、KAZE-048）

## 著書
- 『ココロブルーと脳ブルー‐知っておきたい科学としてのメンタルヘルス‐』産業医学振興財団、2011年。ISBN 978-4915947421。
- 『治療と仕事の『両立支援』メンタルヘルス不調編-復職可判断のアセスメントツールと活用事例20』労働調査会、2013年。ISBN 978-4863193444。
- 『主治医と職域間の連携好事例30－治療と仕事の両立支援 メンタルヘルス不調編Ⅱ』労働調査会、2015年。ISBN 978-4863194793。
- 『精神科医の話の聴き方 10のセオリー』創元社、2019年。ISBN 978-4422117041。
- 『心理職のための産業保健入門』金剛出版、2021年。ISBN 978-4772418614。